# Lijst van voetbalinterlands Bulgarije - Malta
Deze lijst van voetbalinterlands is een overzicht van alle officiële voetbalwedstrijden tussen de nationale teams van Bulgarije en Malta. De landen hebben tot op heden dertien keer tegen elkaar gespeeld. De eerste ontmoeting was een kwalificatiewedstrijd voor het Europees kampioenschap voetbal 1976 in Sofia op 11 juni 1975. Het laatste duel, een kwalificatiewedstrijd voor het Europees kampioenschap voetbal 2016, vond plaats op 12 juni 2015 in Ta' Qali.

## Wedstrijden
| №  | Plaats   | Datum             | Competitie           | Wedstrijd         | Uitslag |
| -- | -------- | ----------------- | -------------------- | ----------------- | ------- |
| 1  | Sofia    | 11 juni 1975      | EK 1976 kwalificatie | Bulgarije − Malta | 5 − 0   |
| 2  | Gżira    | 21 december 1975  | EK 1976 kwalificatie | Malta − Bulgarije | 0 − 2   |
| 3  | Sofia    | 14 oktober 1982   | Vriendschappelijk    | Bulgarije − Malta | 7 − 0   |
| 4  | Ta' Qali | 26 december 1982  | Vriendschappelijk    | Malta − Bulgarije | 0 − 0   |
| 5  | Sofia    | 7 oktober 2000    | WK 2002 kwalificatie | Bulgarije − Malta | 3 − 0   |
| 6  | Ta' Qali | 1 september 2001  | WK 2002 kwalificatie | Malta − Bulgarije | 0 − 2   |
| 7  | Sofia    | 13 oktober 2004   | WK 2006 kwalificatie | Bulgarije − Malta | 4 − 1   |
| 8  | Ta' Qali | 12 oktober 2005   | WK 2006 kwalificatie | Malta − Bulgarije | 1 − 1   |
| 9  | Paola    | 18 november 2009  | Vriendschappelijk    | Malta − Bulgarije | 1 − 4   |
| 10 | Sofia    | 22 maart 2013     | WK 2014 kwalificatie | Bulgarije − Malta | 6 − 0   |
| 11 | Ta' Qali | 10 september 2013 | WK 2014 kwalificatie | Malta − Bulgarije | 1 − 2   |
| 12 | Sofia    | 16 november 2014  | EK 2016 kwalificatie | Bulgarije − Malta | 1 − 1   |
| 13 | Ta' Qali | 12 juni 2015      | EK 2016 kwalificatie | Malta − Bulgarije | 0 − 1   |

## Samenvatting
| Competitie        | Totaal gespeeld | Winst Bulgarije | Gelijk | Winst Malta | Doelsaldo Bulgarije – Malta |
| ----------------- | --------------- | --------------- | ------ | ----------- | --------------------------- |
| WK-kwalificatie   | 6               | 5               | 1      | 0           | 18 − 3                      |
| EK-kwalificatie   | 4               | 3               | 1      | 0           | 9 − 1                       |
| Vriendschappelijk | 3               | 2               | 1      | 0           | 11 − 1                      |
| Totaal            | 13              | 10              | 3      | 0           | 38 − 5                      |

Wedstrijden bepaald door strafschoppen worden, in lijn met de FIFA, als een gelijkspel gerekend.

## Details

### Twaalfde ontmoeting
| EK 2016 kwalificatie (scheidsrechter Markus Strömbergsson, Sofia, 16 november 2014): |              | |
| Bulgarije | 1 – 1        | Malta |
| Andrey Galabinov 6' | goals        | 49' (pen.) Clayton Failla |
| Ljoeboslav Penev | bondscoach   | Pietro Ghedin |
| Vladislav Stojanov Veselin Minev Stanislav Manolev Nikolaj Bodurov Georgi Terziev Ivelin Popov Svetoslav Djakov Mihail Aleksandrov Georgi Iliev 71' Georgi Milanov 58' Andrey Galabinov 58' | opstellingen | Andrew Hogg Jonathan Caruana Andrei Agius Ryan Camilleri 81' Clayton Failla Paul Fenech Roderick Briffa 90+3' Jean Paul Farrugia 78' André Schembri Rowen Muscat Zach Muscat |
| Marquinhos 58' Iliyan Mitsanski 58' Aleksandar Tonev 71' | wissels      | 78' Ryan Fenech 81' Steve Bezzina 90+3' Terence Vella |
| Veselin Minev 86' | gele kaarten | 43' Jean Paul Farrugia 77' Clayton Failla 89' Jonathan Caruana 90+4' Paul Fenech                                                                                             |

### Dertiende ontmoeting
| EK 2016 kwalificatie (scheidsrechter Aleksandar Stavrev, Ta' Qali, 12 juni 2015):                                                                                  |              | |
| Malta | 0 – 1        | Bulgarije |
| | goals        | 56' Ivelin Popov |
| Pietro Ghedin | bondscoach   | Ljoeboslav Penev |
| Justin Haber Alex Muscat 63' Andrei Agius Ryan Camilleri Clayton Failla Paul Fenech Roderick Briffa 76' Zach Muscat Michael Mifsud 84' Alfred Effiong Rowen Muscat | opstellingen | Bozjidar Mitrev Aleksandar Aleksandrov Jordan Minev Stanislav Manolev Nikolaj Bodurov Ivan Bandalovski Vladimir Gadzhev 81' Ivelin Popov Svetoslav Djakov 75' Mihail Aleksandrov 89' Iliyan Mitsanski |
| Edward Herrera 63' André Schembri 76' Andrew Cohen 84' | wissels      | 75' Georgi Milanov 81' Ivaylo Chochev 89' Radoslav Vasilev |
| Andrei Agius 11' Ryan Camilleri 45+1' Paul Fenech 59' | gele kaarten | 58' Mihail Aleksandrov 62' Svetoslav Djakov |
| - Ilian Micanski mist voor Bulgarije in de 45ste minuut een strafschop.                                                                                            |              | |